# 北緯10度線
北緯10度線（ほくい10どせん）は、地球の赤道面より北に地理緯度にして10度の角度を成す緯線。アフリカ、インド洋、インド亜大陸、南アジア、東南アジア、太平洋、中央アメリカ、南アメリカ、大西洋を通過する。
この緯度の下では、夏至点時の可照時間は12時間43分で、冬至点時は11時間33分である。
北緯10度線は、ギニアとシエラレオネの国境を形成する緯線となっている。
インド洋上にあるテンディグリー海峡は、この緯線により名付けられた。

## 通過する地域一覧
北緯10度線は、本初子午線から東に向かって以下の場所を通っている。
| 地理座標                                               | 国土・領土・領海            | 備考 |
| ------------------------------------------------------ | --------------------------- | --- |
| 北緯10度0分 東経0度0分 / 北緯10.000度 東経0.000度      | ガーナ                      | |
| 北緯10度0分 東経0度21分 / 北緯10.000度 東経0.350度     | トーゴ                      | |
| 北緯10度0分 東経1度21分 / 北緯10.000度 東経1.350度     | ベナン                      | |
| 北緯10度0分 東経3度37分 / 北緯10.000度 東経3.617度     | ナイジェリア                | |
| 北緯10度0分 東経13度15分 / 北緯10.000度 東経13.250度   | カメルーン                  | |
| 北緯10度0分 東経14度17分 / 北緯10.000度 東経14.283度   | チャド                      | |
| 北緯10度0分 東経14度32分 / 北緯10.000度 東経14.533度   | カメルーン                  | |
| 北緯10度0分 東経15度41分 / 北緯10.000度 東経15.683度   | チャド                      | |
| 北緯10度0分 東経21度23分 / 北緯10.000度 東経21.383度   | 中央アフリカ                | |
| 北緯10度0分 東経23度36分 / 北緯10.000度 東経23.600度   | スーダン                    | |
| 北緯10度0分 東経25度0分 / 北緯10.000度 東経25.000度    | 南スーダン                  | |
| 北緯10度0分 東経26度7分 / 北緯10.000度 東経26.117度    | スーダン                    | |
| 北緯10度0分 東経27度50分 / 北緯10.000度 東経27.833度   | アビエイ                    | スーダンが実効支配しているが、 南スーダンが領有権を主張している。                                         |
| 北緯10度0分 東経29度0分 / 北緯10.000度 東経29.000度    | スーダン                    | |
| 北緯10度0分 東経29度32分 / 北緯10.000度 東経29.533度   | 南スーダン                  | |
| 北緯10度0分 東経30度28分 / 北緯10.000度 東経30.467度   | スーダン                    | |
| 北緯10度0分 東経31度30分 / 北緯10.000度 東経31.500度   | 南スーダン                  | |
| 北緯10度0分 東経34度0分 / 北緯10.000度 東経34.000度    | スーダン                    | |
| 北緯10度0分 東経34度13分 / 北緯10.000度 東経34.217度   | エチオピア                  | |
| 北緯10度0分 東経43度3分 / 北緯10.000度 東経43.050度    | ソマリア                    | ソマリランドを貫通する。                                                                                  |
| 北緯10度0分 東経50度54分 / 北緯10.000度 東経50.900度   | インド洋                    | アラビア海 カルペニ島（ インド）のちょうど南を通過。 ラッカディブ海                                       |
| 北緯10度0分 東経76度13分 / 北緯10.000度 東経76.217度   | インド                      | ケーララ州 タミル・ナードゥ州                                                                             |
| 北緯10度0分 東経79度13分 / 北緯10.000度 東経79.217度   | インド洋                    | ベンガル湾 テンディグリー海峡 (アンダマン諸島とニコバル諸島の間にある、 インド) アンダマン海              |
| 北緯10度0分 東経98度10分 / 北緯10.000度 東経98.167度   | ミャンマー                  | メルギー列島 - ザデツキー                                                                                 |
| 北緯10度0分 東経98度15分 / 北緯10.000度 東経98.250度   | インド洋                    | アンダマン海                                                                                              |
| 北緯10度0分 東経98度32分 / 北緯10.000度 東経98.533度   | ミャンマー                  | ミャンマー本土最南端の地を通過。                                                                          |
| 北緯10度0分 東経98度35分 / 北緯10.000度 東経98.583度   | タイ                        | |
| 北緯10度0分 東経99度9分 / 北緯10.000度 東経99.150度    | タイランド湾                | タオ島（ タイ）のちょうど南を通過。 · フーコック島（ ベトナム）のちょうど南を通過。                       |
| 北緯10度0分 東経105度5分 / 北緯10.000度 東経105.083度  | ベトナム                    | |
| 北緯10度0分 東経106度39分 / 北緯10.000度 東経106.650度 | 南シナ海                    | 南沙諸島（各国間で領有権の係争中）を通過。                                                                |
| 北緯10度0分 東経118度38分 / 北緯10.000度 東経118.633度 | フィリピン                  | パラワン島                                                                                                |
| 北緯10度0分 東経119度0分 / 北緯10.000度 東経119.000度  | スールー海                  | |
| 北緯10度0分 東経122度42分 / 北緯10.000度 東経122.700度 | フィリピン                  | ネグロス島                                                                                                |
| 北緯10度0分 東経123度13分 / 北緯10.000度 東経123.217度 | タノン海峡                  | |
| 北緯10度0分 東経123度14分 / 北緯10.000度 東経123.233度 | フィリピン                  | セブ島 |
| 北緯10度0分 東経123度37分 / 北緯10.000度 東経123.617度 | ボホール海峡                | |
| 北緯10度0分 東経124度3分 / 北緯10.000度 東経124.050度  | フィリピン                  | ボホール島                                                                                                |
| 北緯10度0分 東経124度34分 / 北緯10.000度 東経124.567度 | ミンダナオ海                | レイテ島（ フィリピン）のちょうど南を通過。                                                               |
| 北緯10度0分 東経125度12分 / 北緯10.000度 東経125.200度 | フィリピン                  | パナオン島                                                                                                |
| 北緯10度0分 東経125度17分 / 北緯10.000度 東経125.283度 | スリガオ海峡                | |
| 北緯10度0分 東経125度30分 / 北緯10.000度 東経125.500度 | フィリピン                  | シバナック島、ジナガト島                                                                                  |
| 北緯10度0分 東経125度40分 / 北緯10.000度 東経125.667度 | ジナガト海峡                | |
| 北緯10度0分 東経126度2分 / 北緯10.000度 東経126.033度  | フィリピン                  | シアルガオ島                                                                                              |
| 北緯10度0分 東経126度5分 / 北緯10.000度 東経126.083度  | 太平洋                      | |
| 北緯10度0分 東経139度37分 / 北緯10.000度 東経139.617度 | ミクロネシア連邦            | ウルシー環礁を貫通する。                                                                                  |
| 北緯10度0分 東経139度48分 / 北緯10.000度 東経139.800度 | 太平洋                      | ウジェラング環礁（ マーシャル諸島）のちょうど北を通過。 オトー環礁（ マーシャル諸島）のちょうど南を通過。 |
| 北緯10度0分 東経169度1分 / 北緯10.000度 東経169.017度  | マーシャル諸島              | リキエップ環礁を貫通する。                                                                                |
| 北緯10度0分 東経169度7分 / 北緯10.000度 東経169.117度  | 太平洋                      | |
| 北緯10度0分 西経85度43分 / 北緯10.000度 西経85.717度   | コスタリカ                  | ニコヤ湾を貫通する。 サンホセ市のちょうど北を通過。                                                       |
| 北緯10度0分 西経83度2分 / 北緯10.000度 西経83.033度    | カリブ海                    | |
| 北緯10度0分 西経75度34分 / 北緯10.000度 西経75.567度   | コロンビア                  | |
| 北緯10度0分 西経72度58分 / 北緯10.000度 西経72.967度   | ベネズエラ                  | マラカイボ湖を貫通する。                                                                                  |
| 北緯10度0分 西経62度8分 / 北緯10.000度 西経62.133度    | 大西洋                      | トリニダード島（ トリニダード・トバゴ）のちょうど南を通過。                                               |
| 北緯10度0分 西経14度2分 / 北緯10.000度 西経14.033度    | ギニア                      | |
| 北緯10度0分 西経11度53分 / 北緯10.000度 西経11.883度   | ギニアと シエラレオネの国境 | |
| 北緯10度0分 西経11度12分 / 北緯10.000度 西経11.200度   | ギニア                      | |
| 北緯10度0分 西経8度8分 / 北緯10.000度 西経8.133度      | コートジボワール            | |
| 北緯10度0分 西経4度59分 / 北緯10.000度 西経4.983度     | ブルキナファソ              | |
| 北緯10度0分 西経2度46分 / 北緯10.000度 西経2.767度     | ガーナ                      | |